# Michael Kleinert
Michael Kleinert (* 1954 in Berlin) ist ein deutscher Schauspieler.

## Leben
Michael Kleinert wuchs als Sohn des Schauspieler-Ehepaares Volkmar Kleinert und Gisela Müller gemeinsam mit einem jüngeren Bruder in Ost-Berlin auf.
Kleinert absolvierte seine professionelle Schauspielausbildung von 1976 bis 1979 an der Hochschule für Schauspielkunst Ernst Busch. Als Bühnendarsteller wirkte er in zahlreichen Theaterstücken mit, darunter in Faust. Eine Tragödie, König Lear oder in Hamlet. Die Gastengagements als Bühnendarsteller führten ihn unter anderem an die Volksbühne am Rosa-Luxemburg-Platz, Theater Plauen-Zwickau, Uckermärkische Bühnen Schwedt, Neues Theater Halle Saale oder auch an das Theater Trier. Von 1983 bis 2006 wirkte er als Schauspieler vor der Kamera in mehreren Film-und-Fernsehproduktionen mit.
Michael Kleinert lebt in Trier. Neben seiner Muttersprache Deutsch spricht er auch fließend Englisch.

## Filmografie
- 1983: Bühne frei (TV-Miniserie)
- 1989: Tierparkgeschichten (TV-Miniserie)
- 1990: Klein, aber Charlotte (TV-Miniserie)
- 1994: Alles auf Anfang
- 1994: Tatort: Laura mein Engel
- 1997: Dr. Sommerfeld – Neues vom Bülowbogen (Fernsehserie, 1 Folge)
- 2000: Hinter Gittern – Der Frauenknast (Fernsehserie, 3 Folgen)
- 2001: Heidi M.
- 2001: Das kleine Glück
- 2001: Der Verleger
- 2002: Berlin, Berlin (Fernsehserie, 1 Folge)
- 2003: Küstenwache (Fernsehserie, 1 Folge)
- 2003: Wolffs Revier (Fernsehserie, 1 Folge)
- 2004: Der Vater meines Sohnes
- 2005: Gute Zeiten, schlechte Zeiten (Fernsehserie, 7 Folgen)
- 2006: Eine ganz normale Woche

## Hörspiele (Auswahl)
- 1988: Erika Wollanik: Nachts durch die Schinderfichten – Regie: Rüdiger Zeige (Original-Hörspiel, Kinderhörspiel, Kurzhörspiel – Rundfunk der DDR)
- 1989: José Quevedo: Die Stadt in den Anden – Regie: Rüdiger Zeige (Originalhörspiel, Kinderhörspiel – Rundfunk der DDR)
- 1989: José Quevedo: Die drei Türen (Ticuy) – Regie: Rüdiger Zeige (Originalhörspiel, Kinderhörspiel, Kurzhörspiel – Rundfunk der DDR)
- 1990: Rene Schwarz: Anna Simons Gäste: Rutschbahn (Peter) – Regie: Detlef Kurzweg (Originalhörspiel, Kurzhörspiel – Rundfunk der DDR)

Quelle: ARD-Hörspieldatenbank